# Petelia metaspila
Petelia metaspila är en fjärilsart som beskrevs av Walker 1862. Petelia metaspila ingår i släktet Petelia och familjen mätare. Inga underarter finns listade i Catalogue of Life.